# Parque del Oeste

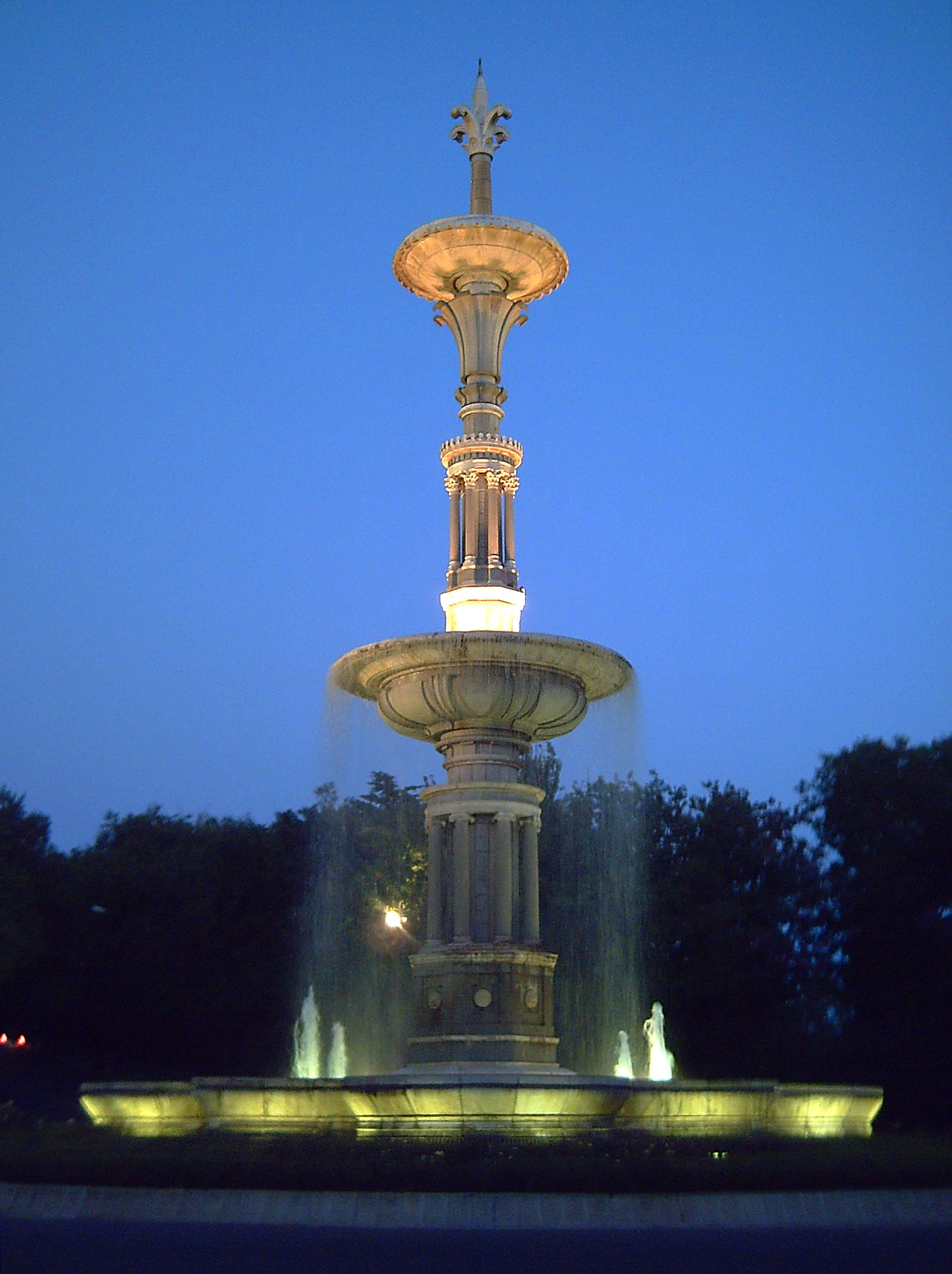
Fonte de Villanueva (1952), no Parque del Oeste.

O Parque del Oeste é um parque da cidade de Madrid, Espanha. Está situado perto da Cidade Universitária, no distrito de Moncloa-Aravaca. Foi construído em 1906 por iniciativa de Alberto Aguilera, alcaide da cidade no princípio do século XX. O parque é um projecto do paisagista Celedonio Rodrígáñez.